# Haplocyclops monodi
Haplocyclops monodi – gatunek widłonoga z rodziny Cyclopidae. Nazwa naukowa tych skorupiaków została opublikowana w 1960 roku przez niemieckiego zoologa Friedricha Kiefera.